# Nkolbewa I
Nkolbewa I est un village du Cameroun, situé dans la commune de Ngomedzap, le département du Nyong-et-So'o et la région du Centre.

## Population
En 1963, Nkolbewa I comptait 571 habitants, principalement des Ewondo. Lors du recensement de 2005, on y a dénombré 756 personnes.